# Chrysophyllum lanatum
Espèce
Statut de conservation UICN

 EN B1+2c : En danger
Chrysophyllum lanatum est une espèce de plantes à fleurs de la famille des Sapotaceae.

## Publication originale
- Flora Neotropica, Monograph 52: 617–618, f. 144a, 145G–K. 1990. (26 Apr 1990)